# 仙台Xebio體育館

仙台Xebio體育館（日：ゼビオアリーナ仙台）是一座位於日本宮城縣仙台市的體育館。是B聯賽仙台89人的主場。

## 概要
作為「明日長町1街區13畫地計畫」中的競技館棟，該場館建於位於明日長町北部的「杜之廣場」（北緯38度13分48.4秒，東經140度53分16.6秒）西側。透過此計畫，廣場南側興建了包含超級運動用品店「Super Sports Xebio」和當地健身房在內的「Xebio棟」；而「圓頂棟」則設有室內網球場、有室內五人制足球、籃球專用圓頂館、餐飲設施等，並整體構成了「SRG運動公園明日長町」（自2016年10月起更名為「KHB東日本放送Guriri運動公園」），形成了一個集運動、健身與健康為一體的設施聚落。
此外，廣場北側也新設了仙台市立醫院（北緯38度13分54.7秒，東經140度53分17.9秒）、醫療商場、老人養護設施等醫療與福祉設施。最終，包括此計畫在內的整個廣場周邊區域，形成了一個由公私部門共同建設、與健康相關的多元設施聚集地。

## 體育活動

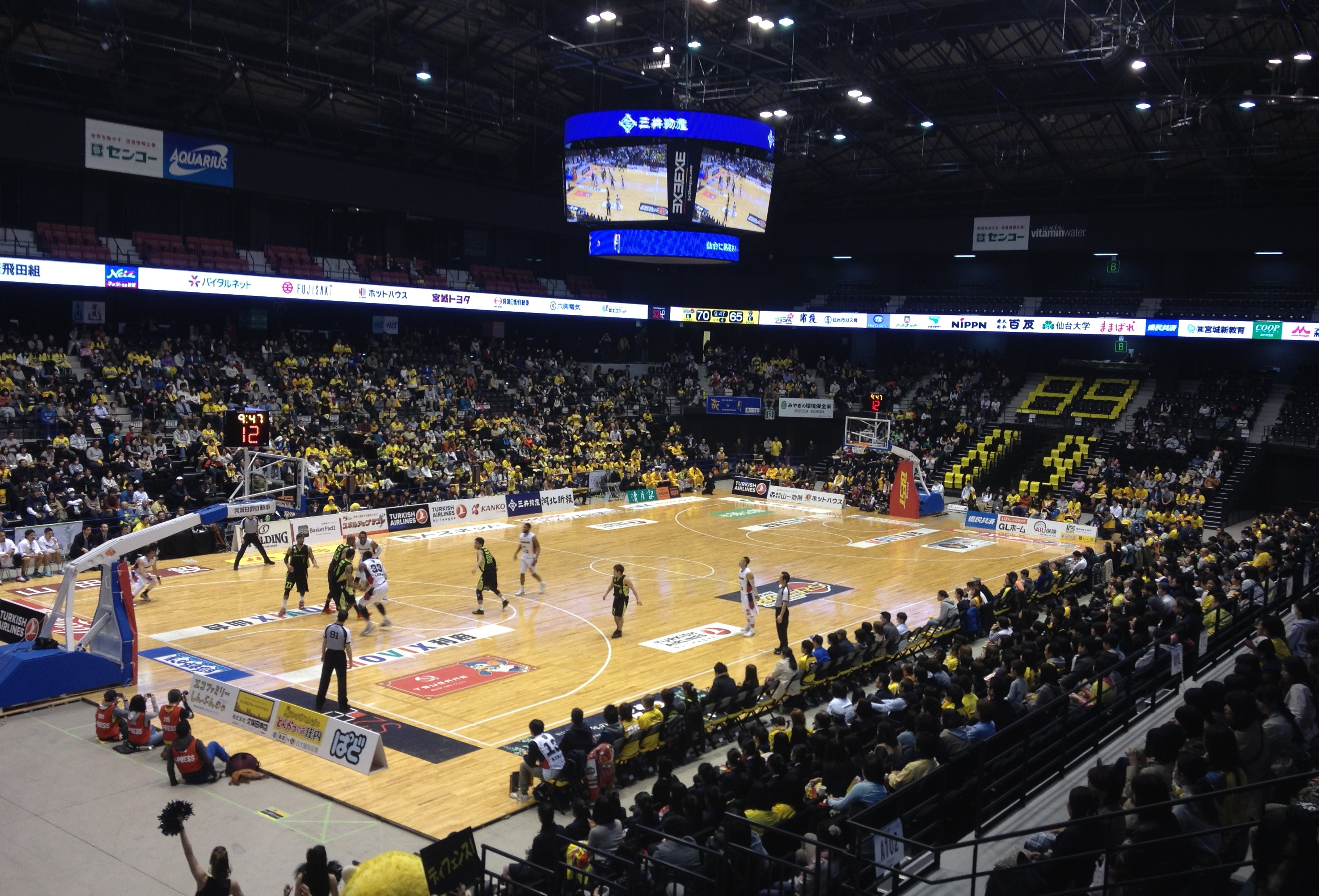

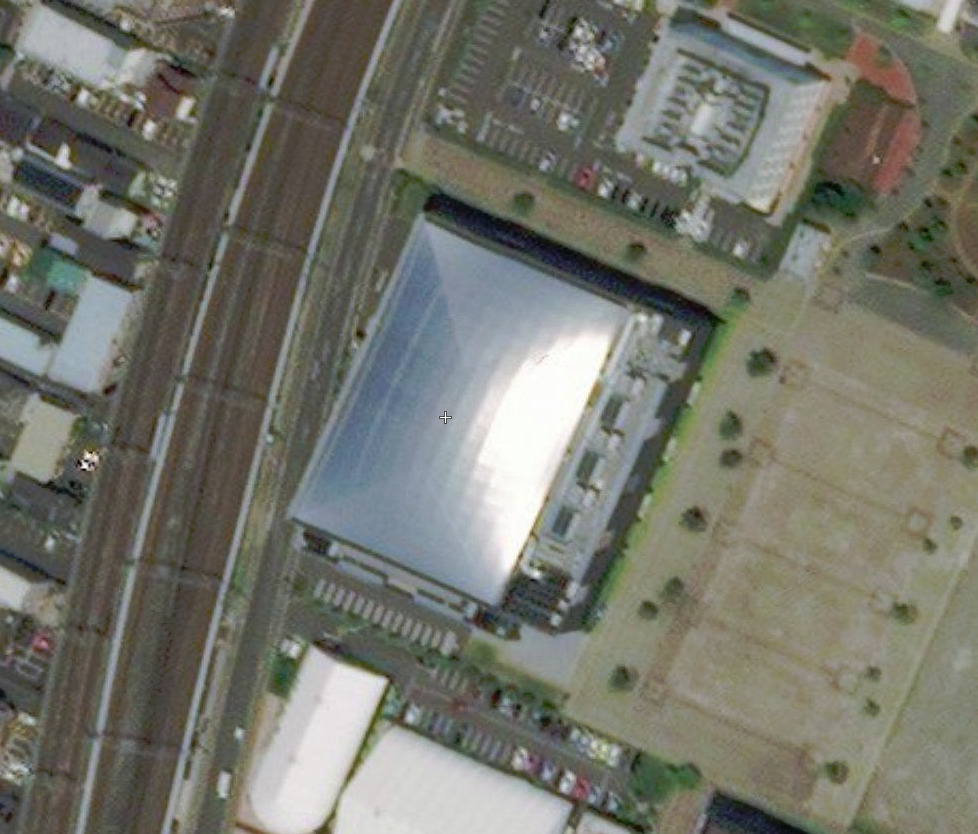
Satellite view

- B聯賽全明星賽 (2016)
- 新日本職業摔角新日本盃（英语：New Japan Cup）決賽 (2021) [2]

## 外部連結
- 仙台Xebio體育館的X（前Twitter）